# Ute Katharina Kampowsky
Ute Katharina Kampowsky (* 28. Dezember 1979 in Greifswald) ist eine ehemalige deutsche Schauspielerin.

## Leben
Kampowsky ist in der Universitäts- und Hansestadt Greifswald aufgewachsen und legte dort das Abitur am Johann-Gottfried-Herder-Gymnasium ab. Sie absolvierte ihre Schauspielausbildung an der Theaterakademie Vorpommern. Am Theater Vorpommern und am Theater unterm Dach in Berlin machte sie ihre ersten schauspielerischen Erfahrungen.
An der Theaterakademie Vorpommern spielte sie bereits während ihrer Studienzeit Hauptrollen, so zum Beispiel 2004 die Braut in dem Theaterstück Die Kleinbürgerhochzeit von Bertolt Brecht. Außerdem spielte sie 2004 bei den Freilichtspielen der Ostseebühne Zinnowitz auf der Insel Usedom die Rolle der Prinzessin Amura in einer Bühnenfassung der Vineta-Sage.
2006 wirkte sie in dem deutschen Spielfilm Peer Gynt mit. 2009 stand sie für die deutsch-koreanische Ko-Produktion Der Yalu fließt unter der Regie von Nikolaus von Uthmann als Eva vor der Kamera.
Von Juli bis Oktober 2009 spielte sie in der Telenovela Sturm der Liebe die Hauptrolle der Annika Bruckner. In Folge 934, die am 12. Oktober ausgestrahlt wurde, starb sie den Serientod. Im TV-Film Inga Lindström: Prinzessin des Herzens (2010) hatte sie ihren letzten Auftritt als Schauspielerin.
Mittlerweile ist Kampowsky ausgebildete Heilpraktikerin und führt eine eigene Heilpraxis in München, in der Blutenburgstraße, nahe der Maillingerstraße des Stadtbezirks Neuhausen-Nymphenburg.

## Filmografie
- 2003: Überleben auf See als Britt
- 2006: Peer Gynt als Die Schwester der Grünen
- 2009: Der Yalu fließt als Eva
- 2009: Sturm der Liebe (Hauptrolle) (Telenovela) als Annika Bruckner
- 2010: SOKO Leipzig: Swinging Leipzig
- 2010: Inga Lindström: Prinzessin des Herzens